# Мошня (деревня)
Мошня — деревня в Борском сельском поселении Бокситогорского района Ленинградской области.

## История
Усадище Мошня Климантовского Колбежского погоста, упоминается в переписи 1710 года.

МОШНЯ — деревня Носовского общества, прихода Колбицкого погоста. 

Крестьянских дворов — 10. Строений — 38, в том числе жилых — 20. 

Число жителей по семейным спискам 1879 г.: 19 м. п., 21 ж. п.; по приходским сведениям 1879 г.: 17 м. п., 20 ж. п.

В конце XIX — начале XX века деревня административно относилась к Большегорской волости 3-го земского участка 1-го стана Тихвинского уезда Новгородской губернии.

МОШНЯ — деревня Носовского общества, дворов — 15, жилых домов — 26, число жителей: 39 м. п., 41 ж. п.

Занятия жителей — земледелие, лесные промыслы. Речка Воложба. Часовня. (1910 год)

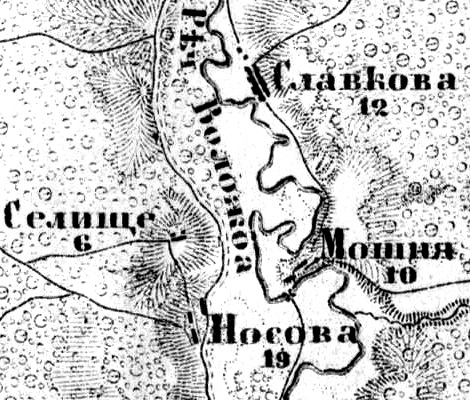
Деревня Мошня на карте 1913 года

Согласно карте Новгородской губернии 1913 года, деревня Мошня насчитывала 10 крестьянских дворов.
С 1917 по 1918 год деревня входила в состав Большегорской волости Тихвинского уезда Новгородской губернии.
С 1918 года, в составе Череповецкой губернии.
С 1927 года, в составе Колбекского сельсовета Тихвинского района.
С 1928 года, в составе Большегорского сельсовета.
По данным 1933 года деревня Мошня входила в состав Больше-Горского сельсовета Тихвинского района.
В 1940 году население деревни составляло 115 человек.
С 1952 года, в составе Бокситогорского района.
С 1963 года, вновь в составе Тихвинского района.
С 1965 года вновь в составе Бокситогорского района. В 1965 году население деревни составляло 64 человека.
По данным 1966 года деревня Мошня входила в состав Большегорского сельсовета.
По данным 1973 и 1990 годов деревня Мошня входила в состав Борского сельсовета.
В 1997 году в деревне Мошня Борской волости проживали 3 человека, в 2002 году — 2 человека (все русские).
В 2007 году в деревне Мошня Борского СП проживали 2 человека, в 2010 году — 8.

## География
Деревня расположена в юго-западной части района близ автодороги 41К-031 (Дыми — Бочево).
Расстояние до административного центра поселения — 20 км.
Расстояние до районного центра — 15 км.
Деревня находится на правом берегу реки Воложба.

## Демография
| 1997 | 2002 | 2007 | 2010 | 2013 | 2014 | 2017 |
| ---- | ---- | ---- | ---- | ---- | ---- | ---- |
| 3    | ↘2   | →2   | ↗8   | →8   | →8   | →8   |

## Инфраструктура
На 2017 год в деревне было зарегистрировано 5 домохозяйств.